# Movimiento de Resistencia Nórdico

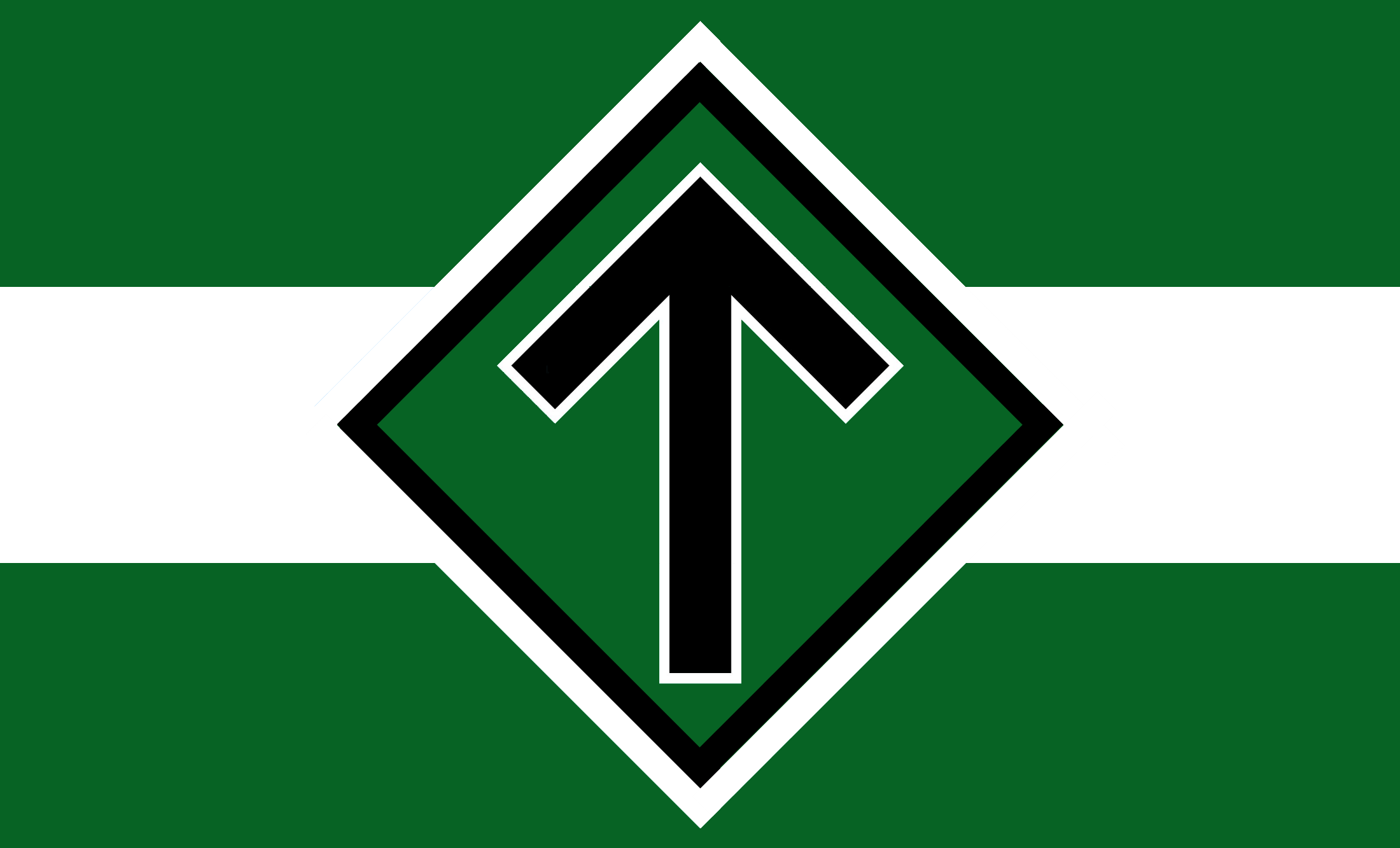
Bandera de Movimiento de Resistencia Nórdico

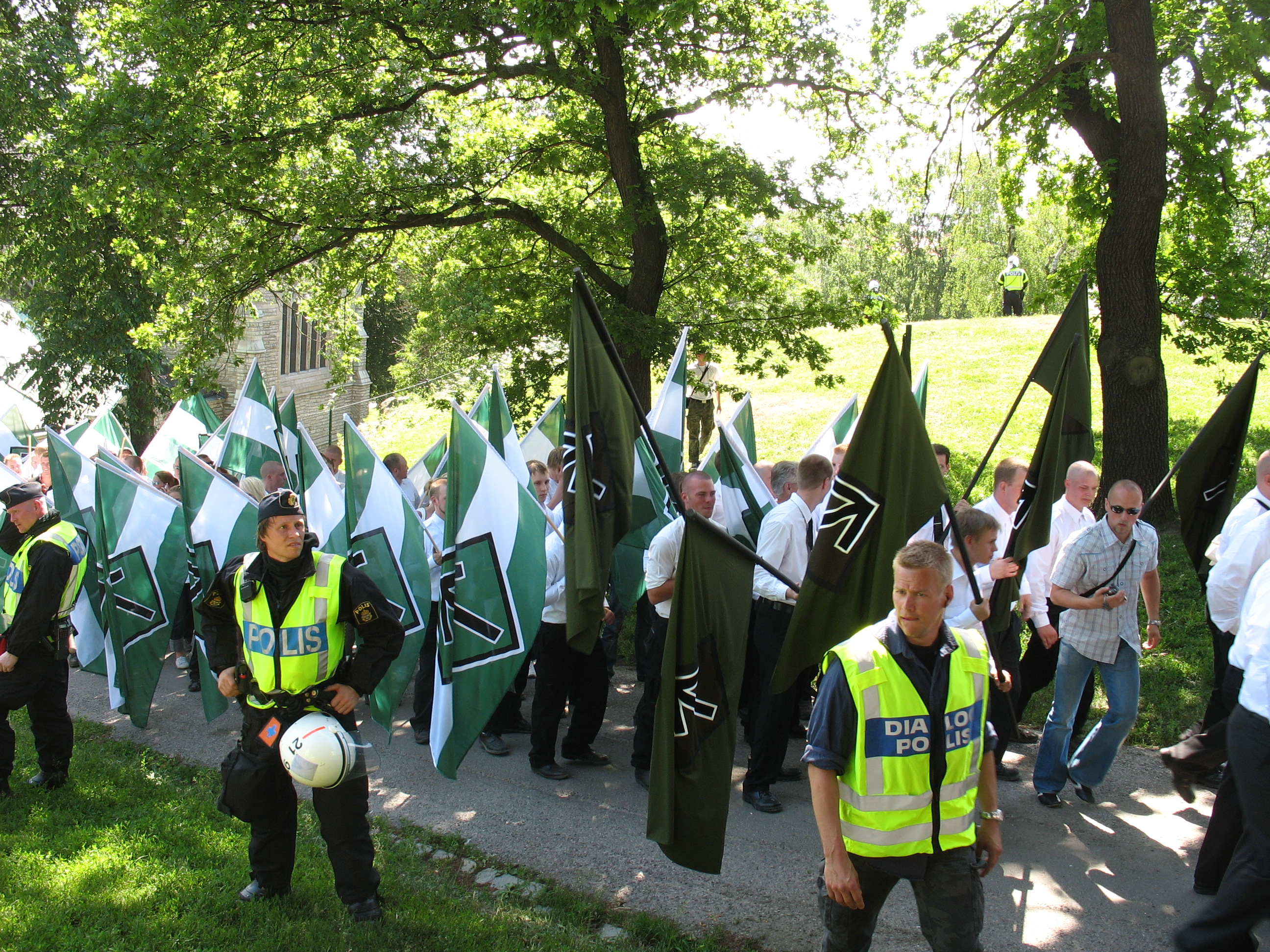
La marcha de los movimientos de resistencia en el día nacional de Suecia, 2007

El Movimiento de Resistencia Nórdico (en sueco: Nordiska motståndsrörelsen; NMR; en finés: Pohjoismainen vastarintaliike; PVL; en noruego: Nordiske motstandsbevegelsen; NMB) es una organización neonazi con presencia en el norte de Europa, configurada en Suecia como partido político, que plantea el establecimiento mediante una revolución de una república nacional socialista en Europa del Norte que incluya Suecia, Finlandia, Noruega, Dinamarca e Islandia y posiblemente los países bálticos también.
Actualmente, la organización tiene cuatro sucursales, son la de Suecia (Svenska motståndsrörelsen), la de Noruega (Norske motstandsbevegelsen), la de Finlandia (Suomen vastarintaliike) y la de Dinamarca (Danske Modstandsbevægelse). En una emisión de la radio Nordfront, el 25 de marzo actual, se habló también sobre la posibilidad de la aparición de un ala islandesa de la organización. Diversos miembros de la sucursal sueca (SMR) han sido encarcelados por cometer diferentes crímenes.
La organización se basa en una jerarquía y disciplina estricta. El fundador de la organización, Klas Lund, es conocido por haber estado en prisión por ser cómplice del asesinato de un adolescente en 1986. Actualmente, el líder es Simon Lindberg, al que sigue el consejo directivo, compuesto por Emil Hagberg, representante internacional y coordinador de los principales de las células regionales; Fredrik Vejdeland, gerente de campaña y redactor jefe del diario online Nordfront; Pär Öberg, líder del partido político creado en el marco de la organización.
En octubre de 2014, anunciaron que la sucursal de Suecia iba a crear un partido político. El partido representa “el ala parlamentaria” de la organización. Su líder es Pär Öberg. El partido fue presentado el 5 de septiembre de 2015.

## Relaciones internacionales
El Movimiento de Resistencia Nórdico mantiene relaciones amigables con una serie de partidos nacionalistas de Europa. Por ejemplo, en el febrero de 2012, miembro del por entonces Movimiento de Resistencia Sueco, Nicklas Frost, tomó parte en la marcha del Frente Nacional Húngaro. En febrero de 2015, miembros del MRN tomaron parte en la marcha en memoria de Hristo Lukov en Bulgaria. En el marzo de 2015, dos miembros del MRN fueron invitados a San Petersburgo para participar en el Foro Conservador Internacional.